# Resolução 93 do Conselho de Segurança das Nações Unidas
Resolução 93 do Conselho de Segurança das Nações Unidas, foi aprovada em 18 de maio de 1951, depois de ouvir um relatório do Chefe de Gabinete da Organização de Supervisão de Trégua das Nações Unidas na Palestina, os representantes do Egito e Israel, bem como a determinação do Comissão de Armistício Misto entre Egito-Israel que determinou que um "ataque planejado decretado pelas autoridades de Israel foi cometido por forças regulares do exército de Israel contra o exército regular egípcio" na Faixa de Gaza em 28 de fevereiro de 1951. O Conselho condenou o ataque como uma violação das previsões de cessar-fogo da Resolução 54 e como incompatível com as obrigações das partes decorrentes do Acordo Geral de Armistício entre o Egito e Israel, e sob a Carta das Nações Unidas. O Conselho apelou novamente a Israel que tome todas as medidas necessárias para evitar tais ações e manifestou a sua convicção de que a manutenção do Acordo Geral de Armistício está ameaçada por qualquer violação deliberada do mesmo e que nenhum progresso em direção ao retorno da paz na Palestina pode ser feito até ambas as partes cumpram rigorosamente as suas obrigações.
Foi aprovada com 10 votos, a União Soviética se absteve.